# Mark Burkhart
Mark Burkhart (Columbus, 25 dicembre 1979) è un pilota motociclistico statunitense ex pilota di motocross e supercross, è passato in seguito alla disciplina del supermotard partecipando al campionato AMA Supermoto, dove ha vinto un titolo (categoria 450cc) nel 2007 e un titolo lites (categoria 250cc) nel 2005. Grazie a questi risultati è uno dei piloti di Supermoto statunitensi più titolati in attività insieme a Ben Carlson.
Ha corso per cinque stagioni nel team ufficiale Yamaha Graves Motorsports, ma al ritiro del team dal Campionato AMA Supermoto nel 2009 Mark si è trovato costretto a fondare un team di sua proprietà, il Team KTM Burkhart Racing, supportato dai principali sponsor del pilota e dall'ex team ufficiale HMC Racing.
Lo stesso anno il pilota statunitense ha debuttato nelle competizioni europee di supermoto con la partecipazione ai Superbikers di Mettet con il Team KTM Motoracing. Grazie alla collaborazione con il team italiano riesce anche ad ottenere la possibilità di partecipare agli ultimi due Gp del mondiale 2009. Burkhart diviene così il primo pilota del Campionato AMA Supermoto a confrontarsi con i piloti europei nei Gp del Campionato del Mondo.

## Palmarès
- 2001: 9º posto Campionato AMA Supercross 125cc West Coast
- 2002: Partecipazione a Campionati Europei Supercross e Americani Arenacross
- 2003: 6º posto Campionato AMA Supermoto
- 2004: 6º posto Campionato AMA Supermoto (su Yamaha)
- 2004: 24º posto Campionato AMA Supermoto Unlimited (su Yamaha)
- 2005: 45º posto Campionato AMA Supermoto (su Yamaha)
- 2005: Campione AMA Supermoto Lites (su Yamaha)
- 2005: 11º posto X-Games Supermoto di Los Angeles (su Yamaha)
- 2006: 4º posto Campionato AMA Supermoto (su Yamaha)
- 2006: Medaglia d'argento X-Games Supermoto di Los Angeles (su Yamaha)
- 2007: Campione AMA Supermoto (su Yamaha)
- 2007: Medaglia d'oro X-Games Supermoto di Los Angeles (su Yamaha)
- 2008: Medaglia d'oro Navy Moto-X World Championship (su Yamaha)
- 2008: 4º posto Campionato AMA Supermoto (su Yamaha)
- 2008: 11º posto X-Games Supermoto di Los Angeles (su Yamaha)
- 2009: 6º posto Campionato Can-Am Supermoto classe Open (1 gara su 6) (su KTM)
- 2009: 2º posto Campionato AMA Supermoto (su KTM)
- 2009: 14º posto Campionato del Mondo Supermoto S2 (2 GP su 7) (su KTM)
- 2009: Medaglia d'argento X-Games Supermoto di Los Angeles (su KTM)
- 2009: 5º posto Superbikers di Mettet (su KTM)